# Gaston Tong Sang
Gaston Tong Sang (* 7. August 1949  in Bora-Bora) ist ein französischer Politiker von der Insel Bora Bora, der sich gegen eine größere Unabhängigkeit Polynesiens ausspricht. Er war mehrfach Präsident Französisch-Polynesiens.

## Leben
Der auf Bora Bora geborene Tong Sang ist der Nachkomme chinesischer Einwanderer. 2005 war er Präsidentschaftskandidat der Partei Tāhōʻēraʻa huiraʻatira, die Wahlen verlor er allerdings knapp. 2006 wurde er nach einem Misstrauensvotum gegen Oscar Temaru erstmals zum Präsidenten Französisch-Polynesiens gewählt. 2007 gründete er nach einer tiefen politischen Krise nach einer Auseinandersetzung mit Gaston Flosse die Partei O Porinetia To Tatou Ai'a. Er wurde im Wechsel mit Oscar Temaru insgesamt dreimal als Präsident gewählt, seine letzte Amtszeit endete am 1. April 2011 nach einer Niederlage gegen Temaru.
Amtszeiten als Präsident von Französisch-Polynesien (Regierungschef)
- 26. Dezember 2006 – 13. September 2007
- 15. April 2008 – 12. Februar 2009
- 25. November 2009 – 1. April 2011

Amtszeiten als Präsident des Assemblée de la Polynésie française
- 17. Mai 2018 – 11. Mai 2023

| Personendaten    | Personendaten                                    |
| ---------------- | ------------------------------------------------ |
| NAME             | Tong Sang, Gaston                                |
| KURZBESCHREIBUNG | französischer Politiker (Französisch-Polynesien) |
| GEBURTSDATUM     | 7. August 1949                                   |
| GEBURTSORT       | Bora Bora                                        |